# Victoria Teatret
|  | For den tidligere københavnske biograf, se Victoria-Teatret |
Victoria Teatret  er en biograf i Sorø på Midtsjælland, der blev etableret i 1983. Den første film der blev spillet var Zappa. Biografen er dekoreret med værker af Knud Raaschou-Nielsen og Jan Buhl.
I 1986 blev biografen udnævnt til "Årets Biograf i Danmark". I 1994 modtog den Sorø Kommunes kulturpris.